# Razkolnost
Razkolnost je nagnjenje kristaliničnih snovi, da se cepijo vzdolž določenih kristalografskih strukturnih ploskev. Relativna šibkost teh ravnin je posledica razporeditve atomov in ionov v kristalu, zaradi katere nastanejo gladke ponavljajoče se ravnine, vidne s prostim očesom in z mikroskopom.
Minerali imajo lahko zelo popolno (sljude), popolno (kalcit), jasno (glinenci) in nepopolno ali slabo (žveplo) razkolnost ali pa so brez razkolnosti (kremen). Minerali lahko imajo razkolnost po eni ploskvi (sljude) ali več ploskvah (kalcit). Koti med razkolnimi ploskvami so za mineral značilni.

## Vrste razkolnost
Razkol kristalov poteka vzporedno s kristalografskimi ploskvami.
- Osnovni ali pinakoidalni razkol poteka vzporedno z osnovno ploskvijo kristala, se pravi s ploskvijo {001}  (Millerjevi indeksi) oziroma  {0001} (Bravais-Millerjevi indeksi). Osnovni razkol je značilen za sljude in grafit.

- Kubični razkol poteka po ploskvah {001}, ki so v kristalih s kubično simetrijo vzporedne s ploskvami kocke. Takšen razkol dajo kockasto obliko kristalom halita (kuhinjska sol). Popoln kubični razkol ima tudi galenit.

- Oktaedrični razkol poteka po kristalnih ploskvah  {111} in v kristalih s kubično simetrijo tvori oktaedrične oblike. Popoln oktaedrični razkol imata diamant in fluorit. Oktaedrični razkol imajo tudi polprevodniki. V kristalih z nižjo simetrijo je število ravnin {111} manjše.

- Dodekaedrični razkol poteka po kristalnih ploskvah {110} in v kristalih s kubično simetrijo tvori dodekaedre. V kristalih z nižjo simetrijo je število ploskev  {110} manjše.

- Romboedrični razkol poteka vzporedno s čelnimi ploskvami romboedra {1011}. Popoln romboedrični razkol imajo kalcit in drugi karbonatni minerali.

- Prizmatični razkol poteka vzporedno z vertikalno prizmo {110}. Prizmatični razkol imajo cerusit, tremolit in spodumen.

## Cepljenje
Do cepljenja pride  kadar se kristal zaradi zunanje obremenitve prelomi, običajno po  strukturno šibkih ravninah ali vzdolž ploskev, na katerih poteka dvojčičenje. Prelomi zaradi cepljenja imajo zelo podoben izgled kot razkoli, vendar nastanejo samo zaradi zunanje obremenitve. Primeri: magnetit ima oktaedrični razcep, korund romboedričnega, pirokseni pa osnovni razcep.

## Uporaba
Razkolnost je tradicionalna fizikalna lastnost, ki se uporablja za identifikacijo mineralov tako pri terenskih kot pri mikroskopskih preiskavah kamnin in preučevanju mineralov. Primer: koti med prizmatičnimi razkolnimi ravninami piroksenov so 88-92°, amfibolov pa 56-124° in so diagnostični.
Razkolnost kristalov je pomembna v elektronski industriji in pri obdelavi dragih kamnov. 
Sintetični monokristali polprevodnih materialov se običajno prodajajo v tankih rezinah, ki se zelo lahlo koljejo. Rezino silicija se preprosto pritisne ob mehko površino in že raza z diamantno iglo na robu rezine običajno zadostuje, da se rezina razkolje. Pri rezanju rezine v čipe postopek seveda ni tako preprost in zahteva veliko natančnost. Elementarni polprevodniki (silicij, germanij in diamant) spadajo v diamantno kubično prostorsko kupino, ki ima oktaedrično razkolnost. To pomeni, da so pri nekaterih orientacijah rezin možni skoraj perfektno pravokotni razkoli. Večino drugih komercialnih polprevodnikov (GaAs, InSb itd.) se lahko proizvede v strukturi, ki je podobna strukturi cinkove svetlice in ima tudi njej podobne razkolne ploskve.